# الکس بریستر
الکس بریستر (انگلیسی: Alex Brister؛ زادهٔ ۱۹ دسامبر ۱۹۹۳) بازیکن فوتبال اهل بریتانیا است.
از باشگاه‌هایی که در آن بازی کرده‌است می‌توان به باشگاه فوتبال فولام اشاره کرد.